# Преслава (албум)
Вижте пояснителната страница за други значения на Преслава.
Преслава е дебютният албум на певицата Преслава. Включва 16 песни и е издаден през зимата на 2004 г. на аудиокасета и CD от „Пайнер“. Най-известните хитове от него са „Нямаш сърце“, „Горчиви спомени“ и „Обичам те“.

## Песни
| #  | Песен                               | Музика               | Аранжимент           | Текст             |
| -- | ----------------------------------- | -------------------- | -------------------- | ----------------- |
| 1  | Нямаш сърце                         | Perica Zdravković    | Огнян Тодоров        | Лиляна Димова     |
| 2  | Горчиви спомени                     | Велислав Драганински | Велислав Драганински | Лиляна Димова     |
| 3  | Мразя те                            | K. Papadopoulos      | Огнян Тодоров        | Лиляна Димова     |
| 4  | Помниш ли                           | G. Ratkovic          | Светослав Лобошки    | Лиляна Димова     |
| 5  | Мили мой                            | D. Brajovic – Braja  | Светослав Лобошки    | Лиляна Димова     |
| 6  | Молиш ме (дует с Рашид Ал Рашид)    | Ангел Ефтимов        | Димитър Петров       | Стефка Ангелова   |
| 7  | Другата жена                        | Светослав Лобошки    | Светослав Лобошки    | Лиляна Димова     |
| 8  | Първа шпага                         | Огнян Тодоров        | Огнян Тодоров        | Свобода Даскалова |
| 9  | Дума за вярност                     | K. Papadopoulos      | Пламен Велинов       | Свобода Даскалова |
| 10 | Обичам те                           | Велислав Драганински | Велислав Драганински | Лиляна Димова     |
| 11 | Тази нощ безумна                    | Светослав Лобошки    | Светослав Лобошки    | Свобода Даскалова |
| 12 | Раздвоени (дует с Милко Калайджиев) | Валентин Гочев       | Максим Горанов       | Мариета Ангелова  |
| 13 | Всичко свърши                       | Славкони             | Светослав Лобошки    | Лиляна Димова     |
| 14 | Писна ми                            | S. Simeunovic        | Светослав Лобошки    | Мария Маринова    |
| 15 | Любов Балканска (с орк. Академци)   | Сашо Аиврински       | Сашо Аиврински       | Сашо Аиврински    |
| 16 | Всеотдайност                        | Светослав Лобошки    | Светослав Лобошки    | Свобода Даскалова |

## Видеоклипове
| Видеоклип        | Премиера | Албум         | Режисьор                |
| ---------------- | -------- | ------------- | ----------------------- |
| Дума за вярност  | 2004     | Преслава 2004 | Николай Скерлев         |
| Тази нощ безумна | 2004     | Преслава 2004 | Людмил Иларионов – Люси |
| Мили мой         | 2004     | Преслава 2004 | Николай Скерлев         |
| Раздвоени        | 2004     | Преслава 2004 | Николай Скерлев         |
| Молиш ме         | 2004     | Преслава 2004 | Людмил Иларионов – Люси |
| Обичам те        | 2004     | Преслава 2004 | Людмил Иларионов – Люси |

## ТВ Версии
| Видеоклип        | Албум         | Програма                                                                  |
| ---------------- | ------------- | ------------------------------------------------------------------------- |
| Раздвоени        | Преслава 2004 | Промоция „Ангел в нощта“                                                  |
| Тази нощ безумна | Преслава 2004 | Купон в Авалон                                                            |
| Помниш ли ти     | Преслава 2004 | Лятна програма „Южни страсти“                                             |
| Нямаш сърце      | Преслава 2004 | Лятна програма „Аква старс“, Промоция „Не съм ангел“                      |
| Горчиви спомени  | Преслава 2004 | Промоция „Десетият“, Коледна програма „Коледа в Приказките“               |
| Обичам те        | Преслава 2004 | Промоция „Както никой друг“, Новогодишна програма „Наздраве в Приказките“ |
| Мразя те         | Преслава 2004 | Новогодишна програма „Наздраве в Приказките“                              |
| Дума за вярност  | Преслава 2004 | Коледна програма „Свята нощ“                                              |
| Всеотдайност     | Преслава 2004 | Празничен хоровод 2005                                                    |
| Другата жена     | Преслава 2004 | Нежна е нощта 2005                                                        |

## Музикални изяви

### Участия в концерти
- Награди на списание „Нов фолк“ за 2003 г. – изп. „Тази нощ безумна“
- Пролетно парти 2004 – изп. „Тази нощ безумна“
- „Охридски трубадури“ 2004 – изп. „Любов балканска“
- „Пирин фолк“ 2004 – изп. „Всеотдайност“
- 3 години телевизия „Планета“ – изп. „Нямаш сърце“ и „Раздвоени“
- Награди на телевизия „Планета“ за 2004 г. – изп. „Обичам те“ и „Горчиви спомени“
- Награди на списание „Нов фолк“ за 2004 г. – изп. „Обичам те“
- Турне „Планета Прима“ 2005 – изп. „Нямаш сърце“, „Горчиви спомени“, „Завинаги твоя“, „Mили мой“, „Mразя те“, „Обичам те“ и „Дяволско желание“